# Ratangarh
Ratangarh là một thành phố và khu đô thị của quận Churu thuộc bang Rajasthan, Ấn Độ.

## Địa lý
Ratangarh có vị trí 28°05′B 74°36′Đ / 28,08°B 74,6°Đ Nó có độ cao trung bình là 312 mét (1023 feet).

## Nhân khẩu
Theo điều tra dân số năm 2001 của Ấn Độ, Ratangarh có dân số 63.463 người. Phái nam chiếm 51% tổng số dân và phái nữ chiếm 49%. Ratangarh có tỷ lệ 63% biết đọc biết viết, cao hơn tỷ lệ trung bình toàn quốc là 59,5%: tỷ lệ cho phái nam là 72%, và tỷ lệ cho phái nữ là 53%. Tại Ratangarh, 17% dân số nhỏ hơn 6 tuổi.